# 松平重正
松平 重正（まつだいら しげまさ）は、江戸時代前期の大名。下野国皆川藩2代藩主。官位は従五位下・玄蕃頭。

## 略歴
初代藩主・松平重則の長男として誕生。
寛永9年（1633年）、3代将軍・徳川家光と拝謁する。寛永18年（1642年）に父が死去したため、寛永19年（1642年）に19歳で跡を継ぎ、翌20年（1643年）8月、初めて領地へ入封した。万治2年（1661年）12月28日に叙任するが、寛文2年（1662年）に死去した。享年40。
跡を長男・重利が継いだ。

## 系譜
- 父：松平重則
- 母：称光院 - 屋代秀正娘
- 正室：勢光院 - 松平正綱娘
  - 長男：松平重利
- 生母不明の子女
  - 女子：松平正信養女 - 室賀正勝継室
  - 女子：伊奈忠常室